# Fissidens oblatus
Fissidens oblatus är en bladmossart som beskrevs av Stone och Catcheside 1993. Fissidens oblatus ingår i släktet fickmossor, och familjen Fissidentaceae. Inga underarter finns listade i Catalogue of Life.